# Amazonプライム
Amazonプライム（Amazon Prime）は、Amazonが提供する有料サブスクリプションサービス。このサービスに加入することで、Amazonの他のユーザーに比べて、追加のサービスを利用できたり、それらのサービスをプレミアム会員と同じ料金で利用できる。サービスには、注文した商品が通常会員よりも早く届く（最短で当日）ことや、ストリーミング配信される音楽、動画、電子書籍、ゲーム、食料品のショッピングサービスを利用できること、プライム会員限定のセールへ参加できることなどが含まれる。2021年4月、AmazonはPrimeの世界の加入者数が2億人を超えたと発表した。
2021年10月現在、Prime会員はアイルランド、アメリカ合衆国、オーストラリア、オーストリア、カナダ、スウェーデン、スペイン、シンガポール、中国、ドイツ、トルコ、日本、フランス、ブラジル、ベルギー、ポーランド、ポルトガル、メキシコ、ルクセンブルク、イタリア、イギリス、サウジアラビア、スイス、オランダの23カ国で利用できる。

## サブブランド

### Prime Music
Prime Music（プライム・ミュージック）は、標準のAmazonプライム会員の費用に含まれる、広告がない音楽ストリーミングサービスである。2007年に始まった。2022年11月、音楽カタログが大幅に拡大され、Pandoraに似たユーザーが曲を選択するとPrime Musicはその特定の曲ではなく、似たような曲を再生するスタイルに変更された。Prime Musicによって転送された曲を好まない場合、ユーザーは1時間あたりに限られた数の曲をスキップできる。この変更は、ウォルマートからの競合の提供に対抗するために行われた取り組みの一環として導入された。
Amazonは、Amazon Music Unlimitedという別のサブスクリプションサービスを提供しており、Prime会員は月額8.99ドル（780円）、それ以外の人は月額9.99ドル（980円）で利用できる。Music Unlimitedの会員は、似たような曲やアーティストに転送されることなく、聴きたい曲を選択できる。
Amazonの音楽ストリーミングサービスは市場の10％であり、SpotifyやApple Musicよりも人気が低い。

### Prime Video
2006年9月7日、Amazon Unbox（アマゾン・アンボックス）として、アメリカ合衆国でデビューした。2008年9月4日、サービスはAmazon Video on Demand（アマゾン・ビデオ・オン・デマンド）に名前が変更された。Unboxの名前は、2014年8月時点で購入したインスタントビデオのダウンロードができなくなったローカルプログラムを指す。2011年2月22日、サービスはAmazon Instant Video（アマゾン・インスタント・ビデオ）にリブランドされた。
サービスは成長し、2011年にAmazonはイギリスのストリーミングと郵送DVDレンタルサービスのラヴフィルムを買収し、統合されたサービスはPrime Video（プライム・ビデオ）として再開始された。

### Prime Gaming
Amazonは2020年にTwitch PrimeをAmazon Prime Gaming（アマゾン・プライム・ゲーミング）にリブランドした。Amazon PrimeまたはPrime Videoのサブスクライバーは、追加費用なしでPrime Gamingを利用できる。主な違いは、「Twitch Primeの場合と同様に、Prime Gamingにアクセスするために顧客がTwitchアカウントを持っている必要がない」という点である。Prime Gamingのサブスクライバーは、通常はお金がかかるまたは独占的なデジタルアイテム、通貨、またはコスメティックを含む、外部ビデオゲームで様々な報酬を引き換えることができる。さらに、Prime Gamingは、毎月1つのTwitchアフィリエイトまたはパートナーの有料サブスクリプションを無料で提供することができる。

### Prime Reading
2016年10月から、アメリカのPrime会員は、Prime Readingを通じてローテーションで切り替わる一定のKindle電子書籍にアクセスできるようになった。一部の雑誌や旅行ガイドもサービスを通じて利用可能である。2017年10月5日からは日本でも利用可能となった。Prime Readingは、引き続き利用可能なKindle UnlimitedやKindle Firstとは無関係であり、2021年1月に廃止されたKindle Owners Lending Libraryとも無関係である。

### Prime Pantry
Amazon Prime Pantry（アマゾン・プライム・パントリー）は、Prime会員向けのサービスで、日用品を一つの箱にまとめて配送するものだった。アメリカ、オーストリア、フランス、ドイツ、インド、イタリア、日本、スペイン、英国で利用可能だった。Amazonは、Prime Pantryでしか購入できなかった商品をメインストアで購入可能にするため、プログラムを異なる日付や場所で廃止した。Prime Pantryで提供される商品は常に変動していたが、実際の商品の種類は最初にサービスが開始された時期よりも減少していた。Prime Pantry内で商品を選択する際には、各商品が配送ボックス内で占めるスペースの割合が表示され、合計スペースの使用率も表示された。配送料は、箱の使用率にかかわらず一定だった。2020年末までに、Prime Pantryはすべての地域で廃止された。

### Prime Now
2014年12月、Amazonはマンハッタンとニューヨークの一部のPrime会員向けに、1時間以内に商品を配達するサービスPrime Now（プライム・ナウ）を発表し、追加料金$7.99で利用可能とした。また、追加料金なしで2時間以内に配達することも可能であった。当時、この配達サービスでは、1日に25,000種類の必需品が利用可能であった。2015年2月、このサービスはマンハッタン全域を対象に拡大された。2016年半ばまでに、アメリカ合衆国では、シカゴ、マイアミ、ボルチモア、シアトル、ダラス、アトランタ、オースティン、ナッシュビル、ポートランド、サンアントニオ、タンパの一部でも展開されていた。アメリカ合衆国外では、イギリス、イタリア、ドイツ、フランス、スペイン、日本、シンガポールの一部にも拡大された。Prime Nowの即時配達ニーズを満たすために、Amazonはさらに、独立契約業者が配達サービスを提供するためのプラットフォームであるAmazon Flexを開始した。

### Amazon Key
2017年10月、Amazon.comはプライム会員向けに、Amazon Flexの契約者による「インホームデリバリー」オプションを追加した。このサービスはAmazon Key（アマゾン・キー）と呼ばれ、2018年4月から米国の37都市圏の顧客に利用可能になった。このサービスでは、クイックセットまたはイェールのスマートロックと、AmazonのCloud Camセキュリティカメラの特別バージョンが必要である。配達されるパッケージの時間枠は4時間。配達員がドアを開けると、Cloud Camがドアが閉まるまでクリップを録画し、顧客のスマートフォンに送信される。このサービスの参加者は、Amazon KeyのiOSおよびAndroidのコンパニオンアプリを使用して、ドアのロックおよびアンロック、カメラの監視、および仮想キーの発行もできる。
Amazon Key In-Carは、オンスター（2015年以降のモデル）またはVolvo on Callを搭載した車の所有者が、車のトランクに荷物を配達できるサービス。このサービスはAmazon Keyのインホームデリバリーと同じ地域で利用可能だが、追加のハードウェアは必要ない。配達時間は4時間で、その間に車は公共の場所にある必要がある。
CES 2019で、Amazonはチェンバレン・グループとのパートナーシップを発表し、Keyサービスの一環としてmyQ対応のオープナーを備えたガレージにパッケージを置くことができるようになった。

### Prime Air
2013年12月1日、『60ミニッツ』は、数年にわたり開発が進められる予定のAmazon Prime Air（アマゾン・プライム・エアー）が、将来の配送サービスとして可能性があると報じた。この計画では、ドローンを使用して、Amazonフルフィルメントセンターから短い距離（10-20km）を飛行して、小さなパッケージ（2.3kg以下）を30分以内に配送することが想定されている。米国では、このプロジェクトには、無人ドローンの商業利用を承認するために、連邦航空局（FAA）の承認が必要である。
2014年7月、Amazonが8、9番目のドローンの試作品を開発していることが明らかになった。いくつかのドローンは時速80.8kmで飛行し、2.3kgのパッケージを運ぶことができる。また、同社はこれらのドローンを試験するためにFAAに申請した。Amazonは2020年8月に米国でFAAの承認を受けた。
2022年6月13日、Amazonは、Prime Airドローンを使用して、カリフォルニア州の小さな町であるロックフォードに住む顧客に製品を配信すると発表した。

## 問題点
Amazonプライムサービスは、ユーザーの意図に反して加入に導いたり、解約の推移ページで解約ボタンをわかりにくくするなど、ユーザーを不利な行動へと誘導するUI（ダークパターン）が採用されているため、注意が必要である。これが訴訟事例になったものもある。Amazonは欧州委員会との間で解約手順を簡素化することで2022年7月に合意したが、この合意は欧州連合（EU）域内のみ適用されるため、日本は対象外としている。

## 外部サイト
- Amazon Prime
- Amazon Newsroom - Amazonプライム